# La dinastia dell'oro
La dinastia dell'oro (Dynasty of Death) è un romanzo storico della scrittrice anglo-americana Taylor Caldwell, pubblicato nel 1938. Il libro è il primo volume di una trilogia che prosegue con Le aquile si radunano e L'ora finale.

## Storia editoriale
Dynasty of Death è stato tradotto in danese, finlandese, svedese, olandese, tedesco, ungherese, francese, spagnolo, sloveno, ebraico, oltre che in italiano.

## Trama
La vicenda ha inizio nel 1837 in un villaggio dell'Inghilterra in prossimità di Manchester; si svolge quindi nella città di Windsor, della contea di York, in Pennsylvania per alcuni decenni, fino al 1898..
In un villaggio inglese vive la famiglia di Joseph Barbour, impiegato presso il signore del luogo. Joseph ha moglie e quattro bambini e un giorno ha l'occasione di emigrare in America, con la prospettiva di una vita migliore. Alle dipendenze del suo datore di lavoro, Joseph ha messo a punto una polvere da sparo innovativa (egli è addetto ai fucili da caccia del signorotto); perciò dalla Pennsylvania, il fratello George, modesto produttore di armi, invia a Joseph la proposta e i mezzi di partire. E Joseph accetta, nonostante le pressioni che gli vengono fatte per restare.
I due figli maschi di Joseph, Ernest di 13 anni e Martin di 9, prendono la cosa in maniera opposta: entusiasta il maggiore, affranto il minore. Le sorelline sono troppo piccole per comprendere e i due ragazzi non si amano, convinti di avere inclinazioni e desideri lontani tra loro. Il lungo viaggio è estenuante e anche la mamma Hilda si fa prendere da nostalgia e sconforto e all'arrivo solo Ernest e il padre si adattano con facilità.
La ditta di George Barbour è in società con un francese di nome Armand Bouchard e i suoi figli lavorano già nella minuscola fabbrica. Ben presto i brevetti messi a punto da Joseph e dallo stesso Armand consentono alla fabbrica di decollare e di risollevare tutti loro dalla povertà. Nel giro di qualche anno lo zio George viene estromesso e costretto a rimpatriare, nonostante la contrarietà di Joseph, che non dimentica di essere stato beneficato dal fratello.
L'artefice del dramma è stato Ernest che, ancor giovanissimo, ha dimostrato una personalità senza scrupoli, impenetrabile, lungimirante: un vero arrampicatore, capace di schiacciare come nulla gli avversari, o anche solo chi intralcia i suoi piani. Se ne accorgono tutti, madre, padre, fratello e soci.E le ricchezze della famiglia aumentano, come aumentano le produzioni di armi ed esplosivi di ogni tipo, per ogni formato. Aumentano gli affari con il governo, ma anche con governi stranieri, e in famiglia qualcuno comincia a chiedersi se ciò sia giusto.
Il primo a staccarsi da questa realtà è Martin che rifiuta di lavorare nelle aziende dei Barbour-Bouchard. Egli si immerge in una missione di carità verso il prossimo, giungendo quasi a rovinare economicamente la moglie e i suoi bambini. La rottura con Ernest è totale e Martin morirà a 33 anni nella Guerra di Secessione, arruolatosi come non combattente e ausiliario.
I genitori di Ernest muoiono entrambi dopo aver addossato a questo figlio ogni possibile colpa, in particolare la morte del fratello Martin. I figli di Ernest si rifugiano in vocazioni estranee al mondo paterno: Godfrey diviene musicista, Reginald si unisce a una comunità Amish ed entrambi non vogliono più rapporto con il genitore. La figlia Gertrude viene forzata a un matrimonio con il cugino Paul Barbour, mentre il cugino che ama, Philippe Bouchard, viene allontanato e si fa missionario in un'isola di lebbrosi, dove in qualche anno trova la morte. Alla notizia, la stessa Gertrude (incinta) ha un collasso e muore di parto. E il figlio Guy che ha voluto accompagnare il cugino Paul a sedare uno sciopero nelle miniere di proprietà paterna, viene ucciso negli scontri.
Alla morte di Gertrude rimane una piccina, unica nipote di Ernest, di nome Alice. Erede naturale del nonno, questa creatura condiziona la vita di Paul, che non pensa a risposarsi, per non dispiacere allo zio Ernest, su cui si è fatto molte, troppe illusioni. Ma neppure i Bouchard restano inattivi. Guidati dall'intelligente Jules, fratello del defunto Philippe, raggiungono piano piano i posti chiave nelle varie industrie dell'associata Barbour & Bouchard. Banche, acciaio, commercio di armi, ogni frutto cade nelle loro mani.
Ormai l'ampiezza degli affari è tale da consentire l'ingerenza nelle politiche di quegli Stati che, a fine XIX secolo hanno motivo di contendere. Ecco quindi i boeri, Cuba, il Giappone, la Russia, la Cina e le nazioni europee passare sulle scrivanie dei Bouchard e dei Barbour come per gioco, ma il gioco è pericoloso. L'opinione pubblica non tarda ad accorgersi degli orditi dei commercianti di armi e un'ondata di proteste e critiche si abbatte su loro, che pure possiedono persino i giornali.
Invecchiando, Ernest si è dato alla filantropia, ma questo non vieta di considerarlo sempre un mostro. E lo è, perché guarda il conflitto tra i suoi nipoti (Paul e i Bouchard che sono figli delle sue sorelle) aspettando chi si rivelerà il vincitore. Quando la giovane Alice, sull'esempio della povera Gertrude, dovrebbe sposare un detestabile cugino del ramo Barbour, i Bouchard riescono a farla sposare e fuggire con il loro membro più debole, il poeta François.
Ma oramai il leone deve lasciare e viene stroncato da un colpo. Il suo testamento è sbalorditivo perché tratta molto bene i suoi figli superstiti, delude Paul, è caritatevole e, per finire, si guarda bene dal privare l'unica nipote di un'immensa fortuna. Proprio quando si sente rovinato e defraudato, Paul viene chiamato con generosità dai cugini Bouchard che gli assicurano un avvenire insperato. La ditta però assumerà il nome di "Bouchard e Figli".

## Personaggi
Famiglia Barbour (inglesi)
- Joseph e Hilda - dipendenti di un ricco signore inglese; Joseph è responsabile delle armi da caccia e ha inventato una polvere che non fa fumo;
- George - fratello di Joseph, sposato con Daisy, invita Joseph negli Stati Uniti (chiamati sempre America;
  - Ernest, Martin, Florabelle e Dorcas - figli di Joseph e Hilda;
  - Martha - figlia di George e Daisy;

Famiglia Bouchard (francesi)
- Armand e Renée - emigrati negli Stati Uniti per ragioni politiche, Armand è socio di George Barbour;
  - Raoul, Eugène e Jacques - figli di Armand e Renée; Jacques è definito "storpio", non può camminare senza l'appoggio di due bastoni;

Famiglia Sessions (statunitensi)
- Nicholas - senatore;
- Gregory, suo fratello - produttore di acciaio;
  - Amy Drumhill - figlia orfana della sorella di Nicholas e Gregory, vive con questo zio;
  - May Sessions - figlia di un cugino dei precedenti, erede universale della fortuna Sessions (anche lei orfana)

Famiglia Heckl (tedeschi)
- Hans e signora, il loro figlio Karl, dipendenti dei Barbour-Bouchard;

I nati in terra americana
- Godfrey James, Gertrude, Reginald, Guy, Joseph - figli di Ernest Barbour e May Sessions;
- Paul, Elsa (gemelli), Lucy, John Charles - figli di Martin Barbour e di Amy Drumhill;
- Philippe, Jules, Léon, François - Figli di Raoul Bouchard e Florabelle Barbour;
- Etienne, Renée, Honoré, André e Antoinette (gemelli) - figli di Eugène Bouchard e Dorcas Barbour;
- Chandler e Betsy Norwood - figli del secondo matrimonio di Florabelle con il Maggiore Edward Norwood;
- Alice - figlia di Gertrude e Paul;

## Edizioni in italiano
- T. Caldwell, La dinastia dell'oro, trad. di Maria Zotti e Giuseppina Ripamonti Perego, ed. Baldini & Castoldi, Milano 1940
- T. Caldwell, La dinastia dell'oro, trad. di Maria Zotti e Giuseppina Ripamonti Perego, ed. Accademia, Milano 1975